# La Palud-sur-Verdon

La Rochegiron este o comună în departamentul Alpes-de-Haute-Provence din sud-estul Franței. În 1 ianuarie 2022 avea o populație de 350 de locuitori.